# Салтрио
Са̀лтрио (на италиански: Saltrio; на ломбардски: Saltri, Салтри) е малко градче и община в Северна Италия, провинция Варезе, регион Ломбардия. Разположено е на 543 m надморска височина. Населението на общината е 3077 души (към 2018 г.).